# 卡爾瓦達斯普林斯 (加利福尼亞州)
卡爾瓦達斯普林斯（英語：Calvada Springs）是位於美國加利福尼亞州因約縣的一個非建制地區。該地的面積和人口皆未知。

## 地理
卡爾瓦達斯普林斯的座標為35°58′06″N 115°53′42″W / 35.96833°N 115.89500°W，而該地的平均海拔高度為799米（即2621英尺）。